# Deuxième maison d'Orléans
 (juillet 2024).
Si vous disposez d'ouvrages ou d'articles de référence ou si vous connaissez des sites web de qualité traitant du thème abordé ici, merci de compléter l'article en donnant les références utiles à sa vérifiabilité et en les liant à la section « Notes et références ».
Cet article concerne une des maisons capétiennes d’Orléans. Pour les autres branches, voir maison d’Orléans.
La deuxième maison capétienne d’Orléans ou maison de Valois-Orléans est un rameau cadet de la maison capétienne de Valois. En 1498, ce rameau succède au trône de France à la suite de l'extinction de la lignée mâle des Valois directs.
Le prince fondateur de la deuxième maison capétienne d’Orléans est le duc Louis Ier d'Orléans (1372-1407), fils du roi Charles V le Sage et de la reine Jeanne de Bourbon, frère puiné du roi Charles VI. Donnant à sa maison le nom de son apanage orléanais, prince ambitieux aussi bien que mécène fastueux, Louis Ier accroît son influence politique durant les crises intermittentes de son frère aîné atteint d'une maladie mentale. Ce faisant, le duc d'Orléans entre en conflit avec les ducs de Bourgogne, à savoir son oncle Philippe le Hardi puis le fils de celui-ci, Jean sans Peur. Ce dernier finit par faire assassiner son cousin Louis Ier, acte déclencheur de la guerre civile entre Armagnacs et Bourguignons.
La maison d'Orléans monte sur le trône de France en 1498 lorsque le duc Louis II d'Orléans, petit-fils de Louis Ier, devient le roi Louis XII. Quand ce dernier meurt en 1515, la branche aînée de la maison d'Orléans s'éteint avec lui. Lui succède alors le rameau cadet d’Angoulême en la personne du roi François Ier. Les souverains du rameau d'Angoulême règnent sur le royaume de France de 1515 à 1589, année marquant la disparition de la lignée mâle consécutivement à l'assassinat du roi Henri III.

## L’apanage d’une dynastie
À sa naissance, le prince Louis de France, fils du roi Charles V, reçut en apanage à sa naissance le duché de Touraine ainsi que le duché de Valois, dont il ne put avoir la jouissance qu’à la mort de la duchesse douairière. Marié à Valentine Visconti, fille du duc de Milan Jean Galéas, il recevait le comté d’Asti.
À vingt ans, en 1392, Louis devint duc d’Orléans et comte de Beaumont. En 1394, il devint comte d’Angoulême, quand, en 1400, il obtint la baronnie de Coucy, le comté de Portien, et le comté du Périgord. En 1401, il prit la possession du comté de Dreux, en 1402, celui de Chiny, le duché de Luxembourg, et le comté de Vertus. Le domaine du prince s’était agrandi dans la même période d’un grand nombre de châtellenies, en premier lieu celles de Brie-Comte-Robert, Château-Thierry, Luzarches, Fère-en-Tardenois, Provins etc.
De même, celui qu’on appelle déjà « Louis Ier d’Orléans » en raison de son apanage, est à l’origine de la construction de deux châteaux prestigieux ; celui de Pierrefonds et celui de la Ferté-Milon dont seule la façade de l’entrée a été terminée.

## Domaines
À l’accession au trône de Louis XII, l’apanage fit retour à la Couronne, à l’exception du duché de Valois, transmis à son cadet — et héritier présomptif — François d’Angoulême, comte d’Angoulême. Lorsque ce dernier est devenu roi en 1515 — sous le nom de « François Ier » —, le duché de Valois a été transmis à sa sœur cadette, avant de retourner dans le domaine royal. Le duché d’Orléans a été concédé plusieurs fois au cours du XVIe siècle à des fils de France, mais retourna toujours à la Couronne en raison de décès ou d’accession au trône. Toutefois, l’union historique des duchés d’Orléans et de Valois consacrée par le temps se continua au siècle suivant, lors de la création de l’apanage de Gaston de France.

## Arbre généalogique

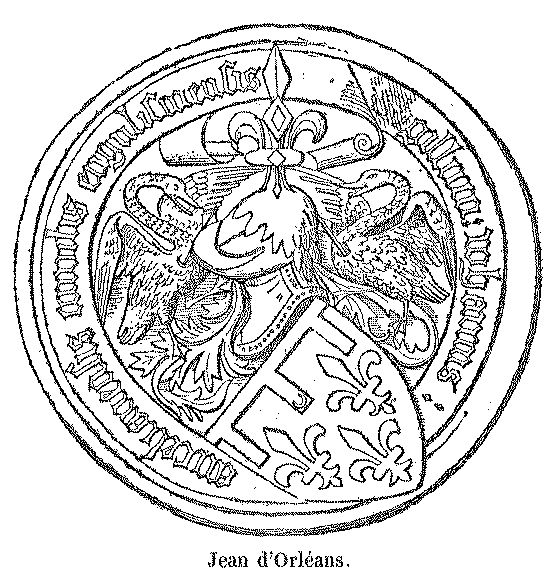
Symbole de la maison de Jean d'Orléans

|                   |                   |                                         |                                         |                                                |                                                |                                                |                                                |                                                |                                                |                        |                        |                        |                        |                    |                    |                    |                    |                                                         |                                                         |                                                         |                                                         |                                                         |                                                         | Louis Ier (1372-1407), duc d'Orléans   | Louis Ier (1372-1407), duc d'Orléans   | Louis Ier (1372-1407), duc d'Orléans   | Louis Ier (1372-1407), duc d'Orléans   | Louis Ier (1372-1407), duc d'Orléans   | Louis Ier (1372-1407), duc d'Orléans   |                                   |                                   | Valentine Visconti                | Valentine Visconti                | Valentine Visconti | Valentine Visconti | Valentine Visconti | Valentine Visconti |                   |                   |                        |                        |                                   |                                   |                                   |                                   |                                   |                                   |                                     |                                     |                                     |                                     |                                     |                                     |                    |                    |                     |                     |                     |                     |                     |                     |  |  |  |  |
|                   |                   |                                         |                                         |                                                |                                                |                                                |                                                |                                                |                                                |                        |                        |                        |                        |                    |                    |                    |                    |                                                         |                                                         |                                                         |                                                         |                                                         |                                                         | Louis Ier (1372-1407), duc d'Orléans   | Louis Ier (1372-1407), duc d'Orléans   | Louis Ier (1372-1407), duc d'Orléans   | Louis Ier (1372-1407), duc d'Orléans   | Louis Ier (1372-1407), duc d'Orléans   | Louis Ier (1372-1407), duc d'Orléans   |                                   |                                   | Valentine Visconti                | Valentine Visconti                | Valentine Visconti | Valentine Visconti | Valentine Visconti | Valentine Visconti |                   |                   |                        |                        |                                   |                                   |                                   |                                   |                                   |                                   |                                     |                                     |                                     |                                     |                                     |                                     |                    |                    |                     |                     |                     |                     |                     |                     |  |  |  |  |
|                   |                   |                                         |                                         |                                                |                                                |                                                |                                                |                                                |                                                |                        |                        |                        |                        |                    |                    |                    |                    |                                                         |                                                         |                                                         |                                                         |                                                         |                                                         |                                        |                                        |                                        |                                        |                                        |                                        |                                   |                                   |                                   |                                   |                    |                    |                    |                    |                   |                   |                        |                        |                                   |                                   |                                   |                                   |                                   |                                   |                                     |                                     |                                     |                                     |                                     |                                     |                    |                    |                     |                     |                     |                     |                     |                     |  |  |  |  |
|                   |                   |                                         |                                         |                                                |                                                |                                                |                                                |                                                |                                                |                        |                        |                        |                        |                    |                    |                    |                    |                                                         |                                                         |                                                         |                                                         |                                                         |                                                         |                                        |                                        |                                        |                                        |                                        |                                        |                                   |                                   |                                   |                                   |                    |                    |                    |                    |                   |                   |                        |                        |                                   |                                   |                                   |                                   |                                   |                                   |                                     |                                     |                                     |                                     |                                     |                                     |                    |                    |                     |                     |                     |                     |                     |                     |  |  |  |  |
| Richard d'Étampes | Richard d'Étampes | Richard d'Étampes                       | Richard d'Étampes                       | Richard d'Étampes                              | Richard d'Étampes                              |                                                |                                                | Marguerite (1406-1466)                         | Marguerite (1406-1466)                         | Marguerite (1406-1466) | Marguerite (1406-1466) | Marguerite (1406-1466) | Marguerite (1406-1466) |                    |                    | Bonne d'Armagnac   | Bonne d'Armagnac   | Bonne d'Armagnac                                        | Bonne d'Armagnac                                        | Bonne d'Armagnac                                        | Bonne d'Armagnac                                        |                                                         |                                                         | Charles Ier (1394-1465), duc d'Orléans | Charles Ier (1394-1465), duc d'Orléans | Charles Ier (1394-1465), duc d'Orléans | Charles Ier (1394-1465), duc d'Orléans | Charles Ier (1394-1465), duc d'Orléans | Charles Ier (1394-1465), duc d'Orléans |                                   |                                   | Isabelle de Valois                | Isabelle de Valois                | Isabelle de Valois | Isabelle de Valois | Isabelle de Valois | Isabelle de Valois |                   |                   | Philippe (1396-1420)   | Philippe (1396-1420)   | Philippe (1396-1420)              | Philippe (1396-1420)              | Philippe (1396-1420)              | Philippe (1396-1420)              |                                   |                                   | Jean (1399-1467), comte d'Angoulême | Jean (1399-1467), comte d'Angoulême | Jean (1399-1467), comte d'Angoulême | Jean (1399-1467), comte d'Angoulême | Jean (1399-1467), comte d'Angoulême | Jean (1399-1467), comte d'Angoulême |                    |                    | Marguerite de Rohan | Marguerite de Rohan | Marguerite de Rohan | Marguerite de Rohan | Marguerite de Rohan | Marguerite de Rohan |  |  |  |  |
| Richard d'Étampes | Richard d'Étampes | Richard d'Étampes                       | Richard d'Étampes                       | Richard d'Étampes                              | Richard d'Étampes                              |                                                |                                                | Marguerite (1406-1466)                         | Marguerite (1406-1466)                         | Marguerite (1406-1466) | Marguerite (1406-1466) | Marguerite (1406-1466) | Marguerite (1406-1466) |                    |                    | Bonne d'Armagnac   | Bonne d'Armagnac   | Bonne d'Armagnac                                        | Bonne d'Armagnac                                        | Bonne d'Armagnac                                        | Bonne d'Armagnac                                        |                                                         |                                                         | Charles Ier (1394-1465), duc d'Orléans | Charles Ier (1394-1465), duc d'Orléans | Charles Ier (1394-1465), duc d'Orléans | Charles Ier (1394-1465), duc d'Orléans | Charles Ier (1394-1465), duc d'Orléans | Charles Ier (1394-1465), duc d'Orléans |                                   |                                   | Isabelle de Valois                | Isabelle de Valois                | Isabelle de Valois | Isabelle de Valois | Isabelle de Valois | Isabelle de Valois |                   |                   | Philippe (1396-1420)   | Philippe (1396-1420)   | Philippe (1396-1420)              | Philippe (1396-1420)              | Philippe (1396-1420)              | Philippe (1396-1420)              |                                   |                                   | Jean (1399-1467), comte d'Angoulême | Jean (1399-1467), comte d'Angoulême | Jean (1399-1467), comte d'Angoulême | Jean (1399-1467), comte d'Angoulême | Jean (1399-1467), comte d'Angoulême | Jean (1399-1467), comte d'Angoulême |                    |                    | Marguerite de Rohan | Marguerite de Rohan | Marguerite de Rohan | Marguerite de Rohan | Marguerite de Rohan | Marguerite de Rohan |  |  |  |  |
|                   |                   |                                         |                                         |                                                |                                                |                                                |                                                |                                                |                                                |                        |                        |                        |                        |                    |                    |                    |                    |                                                         |                                                         |                                                         |                                                         |                                                         |                                                         |                                        |                                        |                                        |                                        |                                        |                                        |                                   |                                   |                                   |                                   |                    |                    |                    |                    |                   |                   |                        |                        |                                   |                                   |                                   |                                   |                                   |                                   |                                     |                                     |                                     |                                     |                                     |                                     |                    |                    |                     |                     |                     |                     |                     |                     |  |  |  |  |
|                   |                   |                                         |                                         |                                                |                                                |                                                |                                                |                                                |                                                |                        |                        |                        |                        |                    |                    | Marie de Clèves    | Marie de Clèves    | Marie de Clèves                                         | Marie de Clèves                                         | Marie de Clèves                                         | Marie de Clèves                                         |                                                         |                                                         |                                        |                                        |                                        |                                        |                                        |                                        |                                   |                                   | Jeanne (1409-1432)                | Jeanne (1409-1432)                | Jeanne (1409-1432) | Jeanne (1409-1432) | Jeanne (1409-1432) | Jeanne (1409-1432) |                   |                   | Jean II, duc d'Alençon | Jean II, duc d'Alençon | Jean II, duc d'Alençon            | Jean II, duc d'Alençon            | Jean II, duc d'Alençon            | Jean II, duc d'Alençon            |                                   |                                   |                                     |                                     |                                     |                                     | Maison d'Angoulême                  | Maison d'Angoulême                  | Maison d'Angoulême | Maison d'Angoulême | Maison d'Angoulême  | Maison d'Angoulême  |                     |                     |                     |                     |  |  |  |  |
|                   |                   |                                         |                                         |                                                |                                                |                                                |                                                |                                                |                                                |                        |                        |                        |                        |                    |                    | Marie de Clèves    | Marie de Clèves    | Marie de Clèves                                         | Marie de Clèves                                         | Marie de Clèves                                         | Marie de Clèves                                         |                                                         |                                                         |                                        |                                        |                                        |                                        |                                        |                                        |                                   |                                   | Jeanne (1409-1432)                | Jeanne (1409-1432)                | Jeanne (1409-1432) | Jeanne (1409-1432) | Jeanne (1409-1432) | Jeanne (1409-1432) |                   |                   | Jean II, duc d'Alençon | Jean II, duc d'Alençon | Jean II, duc d'Alençon            | Jean II, duc d'Alençon            | Jean II, duc d'Alençon            | Jean II, duc d'Alençon            |                                   |                                   |                                     |                                     |                                     |                                     | Maison d'Angoulême                  | Maison d'Angoulême                  | Maison d'Angoulême | Maison d'Angoulême | Maison d'Angoulême  | Maison d'Angoulême  |                     |                     |                     |                     |  |  |  |  |
|                   |                   |                                         |                                         |                                                |                                                |                                                |                                                |                                                |                                                |                        |                        |                        |                        |                    |                    |                    |                    |                                                         |                                                         |                                                         |                                                         |                                                         |                                                         |                                        |                                        |                                        |                                        |                                        |                                        |                                   |                                   |                                   |                                   |                    |                    |                    |                    |                   |                   |                        |                        |                                   |                                   |                                   |                                   |                                   |                                   |                                     |                                     |                                     |                                     |                                     |                                     |                    |                    |                     |                     |                     |                     |                     |                     |  |  |  |  |
|                   |                   |                                         |                                         |                                                |                                                |                                                |                                                |                                                |                                                |                        |                        |                        |                        |                    |                    |                    |                    |                                                         |                                                         |                                                         |                                                         |                                                         |                                                         |                                        |                                        |                                        |                                        |                                        |                                        |                                   |                                   |                                   |                                   |                    |                    |                    |                    |                   |                   |                        |                        |                                   |                                   |                                   |                                   |                                   |                                   |                                     |                                     |                                     |                                     |                                     |                                     |                    |                    |                     |                     |                     |                     |                     |                     |  |  |  |  |
|                   |                   | Anne (1464-1491), abbesse de Fontevraud | Anne (1464-1491), abbesse de Fontevraud | Anne (1464-1491), abbesse de Fontevraud        | Anne (1464-1491), abbesse de Fontevraud        | Anne (1464-1491), abbesse de Fontevraud        | Anne (1464-1491), abbesse de Fontevraud        |                                                |                                                | Jeanne de France       | Jeanne de France       | Jeanne de France       | Jeanne de France       | Jeanne de France   | Jeanne de France   |                    |                    | Louis XII (1462-1515), duc d'Orléans puis roi de France | Louis XII (1462-1515), duc d'Orléans puis roi de France | Louis XII (1462-1515), duc d'Orléans puis roi de France | Louis XII (1462-1515), duc d'Orléans puis roi de France | Louis XII (1462-1515), duc d'Orléans puis roi de France | Louis XII (1462-1515), duc d'Orléans puis roi de France |                                        |                                        | Marie Tudor                            | Marie Tudor                            | Marie Tudor                            | Marie Tudor                            | Marie Tudor                       | Marie Tudor                       |                                   |                                   | Marie (1457-1493)  | Marie (1457-1493)  | Marie (1457-1493)  | Marie (1457-1493)  | Marie (1457-1493) | Marie (1457-1493) |                        |                        | Jean de Foix, vicomte de Narbonne | Jean de Foix, vicomte de Narbonne | Jean de Foix, vicomte de Narbonne | Jean de Foix, vicomte de Narbonne | Jean de Foix, vicomte de Narbonne | Jean de Foix, vicomte de Narbonne |                                     |                                     |                                     |                                     |                                     |                                     |                    |                    |                     |                     |                     |                     |                     |                     |  |  |  |  |
|                   |                   | Anne (1464-1491), abbesse de Fontevraud | Anne (1464-1491), abbesse de Fontevraud | Anne (1464-1491), abbesse de Fontevraud        | Anne (1464-1491), abbesse de Fontevraud        | Anne (1464-1491), abbesse de Fontevraud        | Anne (1464-1491), abbesse de Fontevraud        |                                                |                                                | Jeanne de France       | Jeanne de France       | Jeanne de France       | Jeanne de France       | Jeanne de France   | Jeanne de France   |                    |                    | Louis XII (1462-1515), duc d'Orléans puis roi de France | Louis XII (1462-1515), duc d'Orléans puis roi de France | Louis XII (1462-1515), duc d'Orléans puis roi de France | Louis XII (1462-1515), duc d'Orléans puis roi de France | Louis XII (1462-1515), duc d'Orléans puis roi de France | Louis XII (1462-1515), duc d'Orléans puis roi de France |                                        |                                        | Marie Tudor                            | Marie Tudor                            | Marie Tudor                            | Marie Tudor                            | Marie Tudor                       | Marie Tudor                       |                                   |                                   | Marie (1457-1493)  | Marie (1457-1493)  | Marie (1457-1493)  | Marie (1457-1493)  | Marie (1457-1493) | Marie (1457-1493) |                        |                        | Jean de Foix, vicomte de Narbonne | Jean de Foix, vicomte de Narbonne | Jean de Foix, vicomte de Narbonne | Jean de Foix, vicomte de Narbonne | Jean de Foix, vicomte de Narbonne | Jean de Foix, vicomte de Narbonne |                                     |                                     |                                     |                                     |                                     |                                     |                    |                    |                     |                     |                     |                     |                     |                     |  |  |  |  |
|                   |                   |                                         |                                         |                                                |                                                |                                                |                                                |                                                |                                                |                        |                        |                        |                        |                    |                    |                    |                    |                                                         |                                                         |                                                         |                                                         |                                                         |                                                         |                                        |                                        |                                        |                                        |                                        |                                        |                                   |                                   |                                   |                                   |                    |                    |                    |                    |                   |                   |                        |                        |                                   |                                   |                                   |                                   |                                   |                                   |                                     |                                     |                                     |                                     |                                     |                                     |                    |                    |                     |                     |                     |                     |                     |                     |  |  |  |  |
|                   |                   |                                         |                                         |                                                |                                                |                                                |                                                |                                                |                                                | Anne de Bretagne       |                        |                        |                        |                    |                    |                    |                    |                                                         |                                                         |                                                         |                                                         |                                                         |                                                         |                                        |                                        |                                        |                                        |                                        |                                        |                                   |                                   |                                   |                                   |                    |                    |                    |                    |                   |                   |                        |                        |                                   |                                   |                                   |                                   |                                   |                                   |                                     |                                     |                                     |                                     |                                     |                                     |                    |                    |                     |                     |                     |                     |                     |                     |  |  |  |  |
|                   |                   |                                         |                                         |                                                |                                                |                                                |                                                |                                                |                                                |                        |                        |                        |                        |                    |                    |                    |                    |                                                         |                                                         |                                                         |                                                         |                                                         |                                                         |                                        |                                        |                                        |                                        |                                        |                                        |                                   |                                   |                                   |                                   |                    |                    |                    |                    |                   |                   |                        |                        |                                   |                                   |                                   |                                   |                                   |                                   |                                     |                                     |                                     |                                     |                                     |                                     |                    |                    |                     |                     |                     |                     |                     |                     |  |  |  |  |
|                   |                   |                                         |                                         |                                                |                                                |                                                |                                                |                                                |                                                |                        |                        |                        |                        |                    |                    |                    |                    |                                                         |                                                         |                                                         |                                                         |                                                         |                                                         |                                        |                                        |                                        |                                        |                                        |                                        |                                   |                                   |                                   |                                   |                    |                    |                    |                    |                   |                   |                        |                        |                                   |                                   |                                   |                                   |                                   |                                   |                                     |                                     |                                     |                                     |                                     |                                     |                    |                    |                     |                     |                     |                     |                     |                     |  |  |  |  |
|                   |                   |                                         |                                         |                                                |                                                |                                                |                                                |                                                |                                                |                        |                        |                        |                        |                    |                    |                    |                    |                                                         |                                                         |                                                         |                                                         |                                                         |                                                         |                                        |                                        |                                        |                                        |                                        |                                        |                                   |                                   |                                   |                                   |                    |                    |                    |                    |                   |                   |                        |                        |                                   |                                   |                                   |                                   |                                   |                                   |                                     |                                     |                                     |                                     |                                     |                                     |                    |                    |                     |                     |                     |                     |                     |                     |  |  |  |  |
|                   |                   |                                         |                                         | François, comte d'Angoulême puis roi de France | François, comte d'Angoulême puis roi de France | François, comte d'Angoulême puis roi de France | François, comte d'Angoulême puis roi de France | François, comte d'Angoulême puis roi de France | François, comte d'Angoulême puis roi de France |                        |                        | Claude (1499-1524)     | Claude (1499-1524)     | Claude (1499-1524) | Claude (1499-1524) | Claude (1499-1524) | Claude (1499-1524) |                                                         |                                                         | Renée (1510-1574)                                       | Renée (1510-1574)                                       | Renée (1510-1574)                                       | Renée (1510-1574)                                       | Renée (1510-1574)                      | Renée (1510-1574)                      |                                        |                                        | Hercule II d'Este, duc de Ferrare      | Hercule II d'Este, duc de Ferrare      | Hercule II d'Este, duc de Ferrare | Hercule II d'Este, duc de Ferrare | Hercule II d'Este, duc de Ferrare | Hercule II d'Este, duc de Ferrare |                    |                    |                    |                    |                   |                   |                        |                        |                                   |                                   |                                   |                                   |                                   |                                   |                                     |                                     |                                     |                                     |                                     |                                     |                    |                    |                     |                     |                     |                     |                     |                     |  |  |  |  |
|                   |                   |                                         |                                         | François, comte d'Angoulême puis roi de France | François, comte d'Angoulême puis roi de France | François, comte d'Angoulême puis roi de France | François, comte d'Angoulême puis roi de France | François, comte d'Angoulême puis roi de France | François, comte d'Angoulême puis roi de France |                        |                        | Claude (1499-1524)     | Claude (1499-1524)     | Claude (1499-1524) | Claude (1499-1524) | Claude (1499-1524) | Claude (1499-1524) |                                                         |                                                         | Renée (1510-1574)                                       | Renée (1510-1574)                                       | Renée (1510-1574)                                       | Renée (1510-1574)                                       | Renée (1510-1574)                      | Renée (1510-1574)                      |                                        |                                        | Hercule II d'Este, duc de Ferrare      | Hercule II d'Este, duc de Ferrare      | Hercule II d'Este, duc de Ferrare | Hercule II d'Este, duc de Ferrare | Hercule II d'Este, duc de Ferrare | Hercule II d'Este, duc de Ferrare |                    |                    |                    |                    |                   |                   |                        |                        |                                   |                                   |                                   |                                   |                                   |                                   |                                     |                                     |                                     |                                     |                                     |                                     |                    |                    |                     |                     |                     |                     |                     |                     |  |  |  |  |

## Branches bâtardes

### Maison de Longueville
Issue de Louis Ier d’Orléans et de Mariette d’Enghien, la maison illégitime est fondée par Jean d’Orléans (1402-1468), dit le « bâtard d’Orléans ». L’enfant est fait « comte de Dunois, comte de Longueville, baron de Gex, seigneur de Parthenay, de Valbonais et de Claix ». La postérité retint le nom de « Longueville », du nom de la capitale du duché normand de Longueville, aujourd’hui correspondant à Longueville-sur-Scie (en Seine-Maritime). Aussi, la famille fut la maison régnante de la principauté de Neufchâtel de 1504 à 1707.